# Gold Awards
Les Gold Awards, sont les récompenses de la télévision indienne. Ils honorent les meilleures performances de l'industrie de la télévision indienne.

## Prix remis
(liste partielle)
- Meilleur acteur dans un rôle principal (en)
- Meilleure actrice dans un rôle principal
- Meilleur acteur dans un rôle comique
- Meilleure actrice dans un rôle comique
- Meilleur acteur dans un rôle négatif (en)
- Meilleure actrice dans un rôle négatif
- Meilleur acteur dans un second rôle (en)
- Meilleure actrice dans un second rôle
- Début en or dans un rôle principal (masculin) (en)
- Début en or dans un rôle principal (féminin) (en)